# Cyprian Godebski (poet)

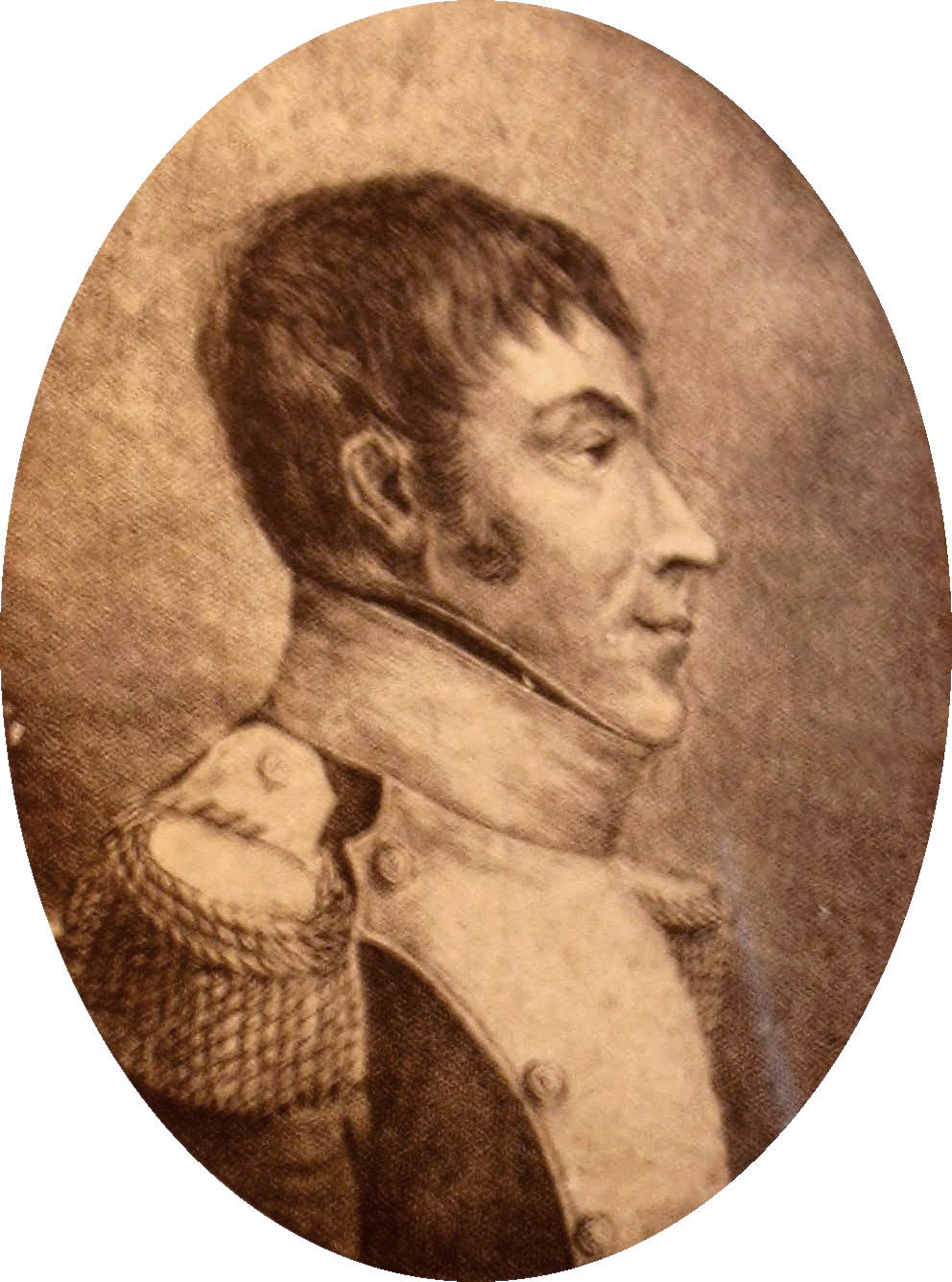
Cyprian Godebski.

Cyprian Godebski, född 1765, död den 19 april 1809, var en polsk skald och frihetshjälte, farfar till skulptören Cyprian Godebski.
Godebski deltog såsom "viceregent" (ungefär motsvarande häradsskrivare) livligt i den nationella rörelsen, men måste efter Kosciuszkos nederlag fly till utlandet, där han verkade för bildandet av polska legioner under franska fanor. Som legionist blev han sårad i slaget vid Mantua 1798, deltog som kapten under general Kniaziewicz i den så kallade Donau-legionen och stupade vid Raszyn. (Hans hjältedöd besjöngs av Kazimierz Brodziński i "Pole Kaszynskie".) Bland hans skrifter, som utkom samlade 1821, märks soldatberättelsen Grenadyer-filosof (1805) och den patriotiska stridssången Wiersz do legionõw polskich (samma år).